# Gaston Mercier
 Gaston Antoine Mercier (ur. 5 czerwca 1932 w Paryżu, zm. 4 lipca 1974 w Bussières) – francuski wioślarz, dwukrotny medalista olimpijski.
Wystąpił na igrzyskach olimpijskich w Helsinkach w 1952 roku, gdzie Francuzi w składzie: Raymond Salles, Gaston Mercier i Bernard Malivoire (sternik) zdobyli złoty medal w dwójkach ze sternikiem. W finale o 3,5 sekundy pokonali osadę Wspólnej Reprezentacji Niemiec, a o 6,3 sekund wyprzedzili osadę Danii. Na rozgrywanych cztery lata później igrzyskach olimpijskich w Melbourne René Guissart, Yves Delacour, Gaston Mercier i Guy Guillabert zdobyli brązowy medal w czwórkach bez sternika. W wyścigu finałowym wyprzedziły ich osady Kanady i Stanów Zjednoczonych. Brał też udział w igrzyskach olimpijskich w Rzymie, gdzie w rywalizacji ósemek zajął czwarte miejsce. Walkę o brązowy medal przegrali z reprezentacją Czechosłowacji o 1,73 sekundy. 
Ponadto zdobył brązowy medal w ósemkach na mistrzostwach Europy w Pradze (1961).
Sięgał po tytuły mistrza Francji.